# El alforfón
"El alforfón" ("Boghveden") es un cuento de hadas del escritor y poeta danés Hans Christian Andersen, famoso por sus cuentos para niños. Fue publicado por primera vez el 20 de diciembre de 1841 en Fairy Tales Told for Children. New Collection. Third Booklet (Eventyr, fortalte for Børn. Ny Samling. Tredie Hefte).

## Argumento
El cuento comienza con unos pájaros que narran la historia que les contó un viejo sauce. Esa historia es la siguiente:
Había un campo que tenía varios tipos de plantas. Entre ellas estaba el alforfón, situada frente al viejo sauce. El alforfón era una planta muy vanidosa, orgullosa y presumida, que siempre estaba derecha y se alababa a sí misma. Un día se acerca una tormenta y las plantas comienzan a doblar sus pétalos, pero el alforfón se mantiene erguido. Le avisan de que va a pasar el ángel de la tempestad y recomiendan que baje su cabeza, pero el alforfón no les hace caso. Después de la tormenta las plantas se incorporan y el viejo sauce, al ver al alforfón quemado por un rayo, comienza a llorar. Los pájaros le preguntan por qué llora y él les cuenta la historia del alforfón.